# Guntersville
Guntersville är en stad (city) i Marshall County, i delstaten Alabama, USA. Enligt United States Census Bureau har staden en folkmängd på 8 294 invånare (2011) och en landarea på 65,8 km². Guntersville är administrativ huvudort (county seat) i Marshall County.

## Kända personer från Guntersville
- Joe Starnes, politiker